# Ea Kuăng
Ea Kuăng là một xã thuộc huyện Krông Pắc, tỉnh Đắk Lắk, Việt Nam.
Xã Ea Kuăng có diện tích 26,85 km², dân số năm 1999 là 12.593 người, mật độ dân số đạt 469 người/km².